# Julie Thate
Mr. Julie Jeekel-Thate (Delft, 4 november 1941) was sinds 1987 hofdame van koningin Beatrix en sinds 2013 van haar zoon en opvolger koning Willem-Alexander. Begin 2014 legde zij haar functie neer.

## Biografie
Thate is een dochter van dr. Heinrich Thate (1903-1994), geboren en overleden op het huis De Bramel in Vorden, en Tony Hirschig (1909-1976). Zij studeerde rechten te Leiden en trouwde met prof. dr. Johannes (Hans) Jeekel (1941-2025), emeritus hoogleraar chirurgie aan het Erasmus MC; uit dit huwelijk werden drie zonen geboren.
In 1987 werd Thate benoemd tot hofdame van koningin Beatrix; sinds 2013 was zij hofdame van koning Willem-Alexander. Begin 2014 legde zij haar functie neer. Op 19 maart 2014 kreeg zij het Erekruis in de Huisorde van Oranje uitgereikt.